# 익명조합
익명조합이란 당사자의 일방인 익명조합원이 상대방인 영업자를 위하여 출자하고 상대방은 그 영업에서 생기는 이익을 분배할 것을 약정하는 계약을 익명조합이라 한다(78조). 이러한 관계는 대외적으로 영업자(상인)의 영업만이 외부에 나타날 뿐이고 익명조합원(非商人)은 그 뒤에 숨겨져 영업에 관한 권한은 갖지 아니한다. 그러므로 영업자는 자기의 신용을 유지하기 위하여 타인의 자본을 제공받고 있다는 사실을 비밀에 부쳐 둘 수 있고 익명조합원은 그의 사회적 지위나 법률상의 제한 때문에 영업자가 될 수 없는 경우에 이 제도를 이용하여 실질적인 수익을 얻을 수 있는 묘미가 있다.
이 제도는 중세 지중해 해운(海運)에 있어서의 공동기업형태인 콤멘다(Commenda) 계약으로부터 유래된 것인데 경제상의 작용으로 보아 합자회사와 유사하여 콤멘다는 이 익명조합과 합자회사의 두 제도로 발전한 것이다. 독일 상법에 있어서는 익명조합을 공동기업 형태의 하나라고 보아 회사편에 규정하고 있으나, 한국 상법은 회사를 모두 법인으로 하고(5조 2항), 익명조합은 조합계약에 불과하여 이를 회사편에 규정할 수 없고, 또한 이것은 영업자를 위하여서는 부속적 상행위가 되므로 상행위편에 규정하고 있다.

## 조문
제78조 (의의) 익명조합은 당사자의 일방이 상대방의 영업을 위하여 출자하고 상대방은 그 영업으로 인한 이익을 분배할 것을 약정함으로써 그 효력이 생긴다.
제79조(익명조합원의 출자) 익명조합원이 출자한 금전 기타의 재산은 영업자의 재산으로 본다.
제80조 (익명조합원의 대외관계) 익명조합원은 영업자의 행위에 관하여서는 제3자에 대하여 권리나 의무가 없다.
제81조 (성명, 상호의 사용허락으로 인한 책임) 익명조합원이 자기의 성명을 영업자의 상호 중에 사용하게 하거나 자기의 상호를 영업자의 상호로 사용할 것을 허락한 때에는 그 사용이후의 채무에 대하여 영업자와 연대하여 변제할 책임이 있다.
제82조 (이익배당과 손실분담) (1) 익명조합원의 출자가 손실로 인하여 감소된 때에는 그 손실을 전보한 후가 아니면 이익배당을 청구하지 못한다. 

(2) 손실이 출자액을 초과한 경우에도 익명조합원은 이미 받은 이익의 반환 또는 증자할 의무가 없다. 

(3) 전2항의 규정은 당사자간에 다른 약정이 있으면 적용하지 아니한다.

## 같이 보기
- 유한책임조합